# 让-皮埃尔·莫奇
让-皮埃尔·莫奇（1933年7月6日—2019年8月8日），出生于法国滨海阿尔卑斯省尼斯 ，波兰裔法国电影导演、编剧、剪辑、电影监制、演员。自1955年出演第一部电影至今，且于1987年凭借电影《奇迹》进入第37届柏林国际电影节。

## 执导及参演电影
- 1942年：《夜间来客》
- 1944年：《自由万岁》
- 1946年：《爱的梦想》、《小木屋的记忆》
- 1948年：《所有讨厌的人》、《飞行员迷失天堂》
- 1949年：《杀手的肖像》、《你照顾她》、《在露台》、《奥菲斯》、《新婚之夜》
- 1950年：《神需要人》
- 1951年：《两朵紫罗兰》、《耶和华的希望》
- 1952年：《雪是脏的》、《失败者》、《我的佣兵队长》
- 1953年：《非法生育》、《大壁垒》
- 1954年：《基督山伯爵》、《格拉茨勒》、《感性》
- 1955年：《沉沦》
- 1957年：《大猩猩的问候》
- 1958年：《头靠在墙上》
- 1959年：《挖泥船》
- 1960年：《一对夫妇》
- 1961年：《势利小人！》
- 1962年：《处女们》
- 1963年：《一个有趣的家伙》
- 1964年：《胆战心惊》
- 1965年：《股市和生活》
- 1967年：《玛格丽特的同伴》
- 1969年：《巨大的衣服(!)》、《索罗》
- 1970年：《种马》
- 1971年：《信天翁》、《垂直的微笑》
- 1972年：《嘘！》
- 1973年：《一丝机会》
- 1974年：《寿衣没有口袋》
- 1975年：《红鹮》
- 1976年：《小国王》
- 1978年：《证人》
- 1979年：《混蛋的陷阱》
- 1980年：《莫洛克鸡尾酒》
- 1982年：《莉坦》、《有一个法国人吗？》
- 1983年：《死刑裁判》、《芳名卡门》
- 1985年：《银行里的钱》
- 1986年：《拆线机》、《桥》
- 1987年：《奇迹》、《暧昧的因素》、《四季的乐趣》
- 1988年：《国民大会的一天晚上》、《神圣的儿童》
- 1990年：《冰封地狱》
- 1991年：《莫奇的故事》、《销售城市》
- 1992年：《晚上好》、《我的丈夫》
- 1995年：《黑色的记忆》
- 1997年：《罗宾海》、《寻找同盟的手指》
- 1998年：《排空》
- 1999年：《一切都很平静》、《达夫先生的朴实夫人》
- 2000年：《懒虫》
- 2001年：《仁慈的野兽》
- 2002年：《蜘蛛的夜晚》
- 2003年：《雪貂》
- 2004年：《游客们，哦，是的！》、《猩红的芭蕾舞团》
- 2005年：《骚动！》
- 2006年：《交易》
- 2007年：《志愿者》、《弗兰奇街13号》
- 2011年：《失眠症患者》、《所有的信用》、《多伦多档案》、《美式咖啡》
- 2012年：《导师》、《在你们善良的心里，女士们》
- 2013年：《睡觉的兔子》、《黄狐狸》、《该死的月亮》
- 2014年：《神秘的水仙花》、《诽谤》
- 2015年：《今晚你是如此的漂亮》